# Goran Vasilijević
Goran Vasilijević (nacido el 27 de agosto de 1965) es un exfutbolista serbio que se desempeñaba como defensa.
Jugó para clubes como el FK Zemun Belgrado, FK Radnički Niš, Estrella Roja de Belgrado, Lokomotiv Sofia y JEF United Ichihara.

## Trayectoria

### Clubes
| Club                      | País       | Año         |
| ------------------------- | ---------- | ----------- |
| FK Zemun Belgrado         | Yugoslavia | 1984 - 1986 |
| FK Radnički Niš           | Yugoslavia | 1986 - 1988 |
| Estrella Roja de Belgrado | Serbia     | 1988 - 1994 |
| Lokomotiv Sofia           | Bulgaria   | 1994        |
| JEF United Ichihara       | Japón      | 1995 - 1996 |
| Lokomotiv Sofia           | Bulgaria   | 1996 - 1997 |